# Campeonato Bahamense de Futebol
O Bahamas National Championship Final é a principal divisão do futebol nas Bahamas, e é disputado como final entre os campeões de cada ilha da New Providence Football League, a Grand Bahama Football League e a Abaco Football League. O Campeonato é organizado pela 
Bahamas Football Association, como confederação a Concacaf, os respectivos campeões disputam o Caribbean Club Shield.

## Formato
O campeonato é disputado na modalidade de todos contra todos em 2 voltas e quem recebe o maior número de pontos é o campeão. 

## Equipes
- Baha Juniors Football Club
- Bears FC
- Cavalier Football Club
- Dynamos Football Club (Bahamas)
- Future Stars Football Club
- United Football Club
- Western Warriors Soccer Club
- Renegades FC
- Western Warriors SC Gladiators
- Univ. of the Bahamas Mingoes

## Campeões
| Ano | Campeão               | Placar          | Vice-Campeão          | Goleador                    | Equipe           | Gols          | Info          |
| --- | --------------------- | --------------- | --------------------- | --------------------------- | ---------------- | ------------- | ------------- |
| 1991/92 | Britam United         | 5-3             | Foto Factory Snappers | Johnny Johnston             | Britam United    | 8             |               |
| 1992/93 | Britam United         | 1-0             | JS Johnson United     | Charlie Monks               | Britam United    | 8             |               |
| 1993/94 | Britam United         | 3-2             | United FC             | Johnny Johnston             | Britam United    | 10            |               |
| 1994/95 | Britam United         | 1-0             | Freeport              | Kenny Dougall               | Britam United    | 6             |               |
| 1995/96 | Freeport              | 3-0             | JS Johnson United     | Keshi Anderson              | Caledonia        | 7             |               |
| 1996/97 | Cavalier              | 2-1             | Britam United         | Shayne Lavery               | Cavalier         | 9             |               |
| 1997/98 | Cavalier              | 3-1             | Caledonia             | Serhat Tasdemir             | Abacom United    | 11            |               |
| 1998/99 | Cavalier              | Pontos corridos | Cole Albury Bears     | Andrew Oluwabori            | Western Warriors | 7             |               |
| 1999/00 | Abacom United         | 2-1             | Cavalier              | Ryan Broom                  | Britam United    | 8             |               |
| 2000/01 | Cavalier              | 2-1             | Abacom United         | Serhat Tasdemir             | Cavalier         | 6             |               |
| Na temporada 2001/02 foram realizados campeonatos regionais, mas não houve enfrentamento dos vencedores em uma final nacional.               |                       |                 |                       |                             |                  |               |               |
| 2002/03 | IM Bears              | 2-1             | Abacom United         | Harrison Burrows            | IM Bears         | 8             |               |
| Entre as temporadas de 2003 à 2008 foram realizados campeonatos regionais, mas não houve enfrentamento dos vencedores em uma final nacional. |                       |                 |                       |                             |                  |               |               |
| 2008/09 | IM Bears              | Pontos corridos | Caledonia             | Lesly St. Fleur             | IM Bears         | 14            |               |
| 2009/10 | IM Bears              | Pontos corridos | Lyford Cay            | Jorge Grant                 | Caledonia        | 17            |               |
| 2010/11 | IM Bears              | Pontos corridos | Lyford Cay            | Nesley Jean Lesly St. Fleur | IM Bears         | 16            |               |
| 2011/12 | IM Bears              | Pontos corridos | Cavalier              | Jonson Clarke-Harris        | Cavalier         | 16            |               |
| 2013 | IM Bears              | Pontos corridos | Lyford Cay            | Jorge Grant                 | Lyford Cay       | 15            |               |
| 2013/14 | Lyford Cay            | Pontos corridos | United FC             | Jorge Grant                 | Lyford Cay       | 12            |               |
| 2014/15 | Western Warriors      | Pontos corridos | Western Warriors      | Sammie Szmodics             | IM Bears         | 13            |               |
| 2015/16 | IM Bears              | Pontos corridos | Western Warriors      | Joe Tomlinson               | Abacom United    | 14            |               |
| 2016/17 | Western Warriors      | Pontos corridos | Lyford Cay            | Hameed Ishola               | IM Bears         | 16            |               |
| 2017/18 | University of Bahamas | Pontos corridos | Western Warriors      | Hameed Ishola               | IM Bears         | 16            |               |
| 2018/19 | Dynamos               | 5-1             | Cavalier              | Ethan Bojang                | Western Warriors | 12            |               |
| 2019/20 | Cancelado             | Cancelado       | Cancelado             | Cancelado                   | Cancelado        | Cancelado     | Cancelado     |
| 2021 | Não disputado         | Não disputado   | Não disputado         | Não disputado               | Não disputado    | Não disputado | Não disputado |
| 2022/23 | Western Warriors      | Pontos corridos | United F.C.           |                             |                  |               |               |
| 2023/24 | Western Warriors      | Pontos corridos | University of Bahamas |                             |                  |               |               |

## Estatísticas dos Títulos
| Club                        | Titles | Anos                                                       |
| --------------------------- | ------ | ---------------------------------------------------------- |
| IM Bears Football Club      | 7      | 2002/03, 2008/09, 2009/10, 2010/11, 2011/12, 2013, 2015/16 |
| Britam United               | 4      | 1991/1992, 1992/1993,1993/1994, 1994/1995,                 |
| Cavalier Football Club      | 4      | 1996/1997,1997/1998,1998/1999,2000/2001                    |
| Western Warriors SC         | 4      | 2014/15, 2016/17, 2022/23, 2023/24                         |
| University of Bahamas       | 1      | 2017/18                                                    |
| Abacom United Football Club | 1      | 1999/2000                                                  |
| Freeport F.C.               | 1      | 1995/1996                                                  |
| Lyford Cay Football Club    | 1      | 2013/2014                                                  |

## Ligações Externas
- https://www.bahamasfa.com/index.html
- https://www.sofascore.com/tournament/football/bahamas/bfa-senior-league/
- FIFA Standings
- (http://futboldesdelasbahamas.blogspot.com.es/)